# Massalavés
Massalavés (spanisch Masalavés) ist eine Gemeinde (Municipio) mit 1.811 Einwohnern (Stand: 2024) in der spanischen Provinz Valencia. Sie befindet sich in der Comarca Ribera Alta.

## Geografie
Massalavés liegt etwa 43 Kilometer südsüdwestlich von Valencia in einer Höhe von ca. 30 m. Durch die Gemeinde führt die Autovía A-7.

## Demografie
| 1900 | 1930 | 1950 | 1970 | 1981 | 1991 | 2001 | 2011 | 2021 |
| ---- | ---- | ---- | ---- | ---- | ---- | ---- | ---- | ---- |
| 796  | 1087 | 1464 | 1535 | 1535 | 1500 | 1490 | 1636 | 1632 |

## Sehenswürdigkeiten
- Michaeliskirche (Església de Sant Miquel i Santa María Magdalena)

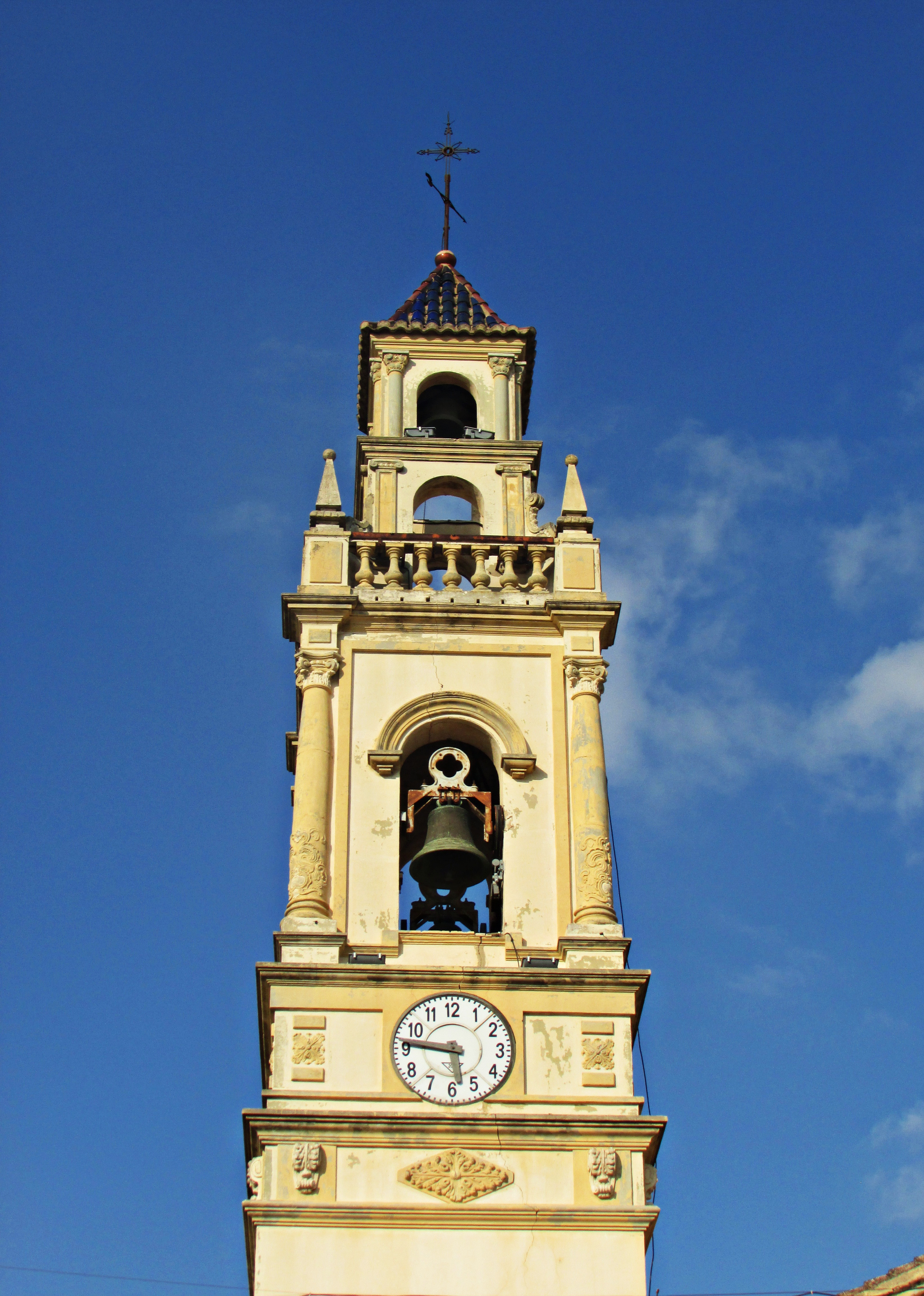
Michaeliskirche
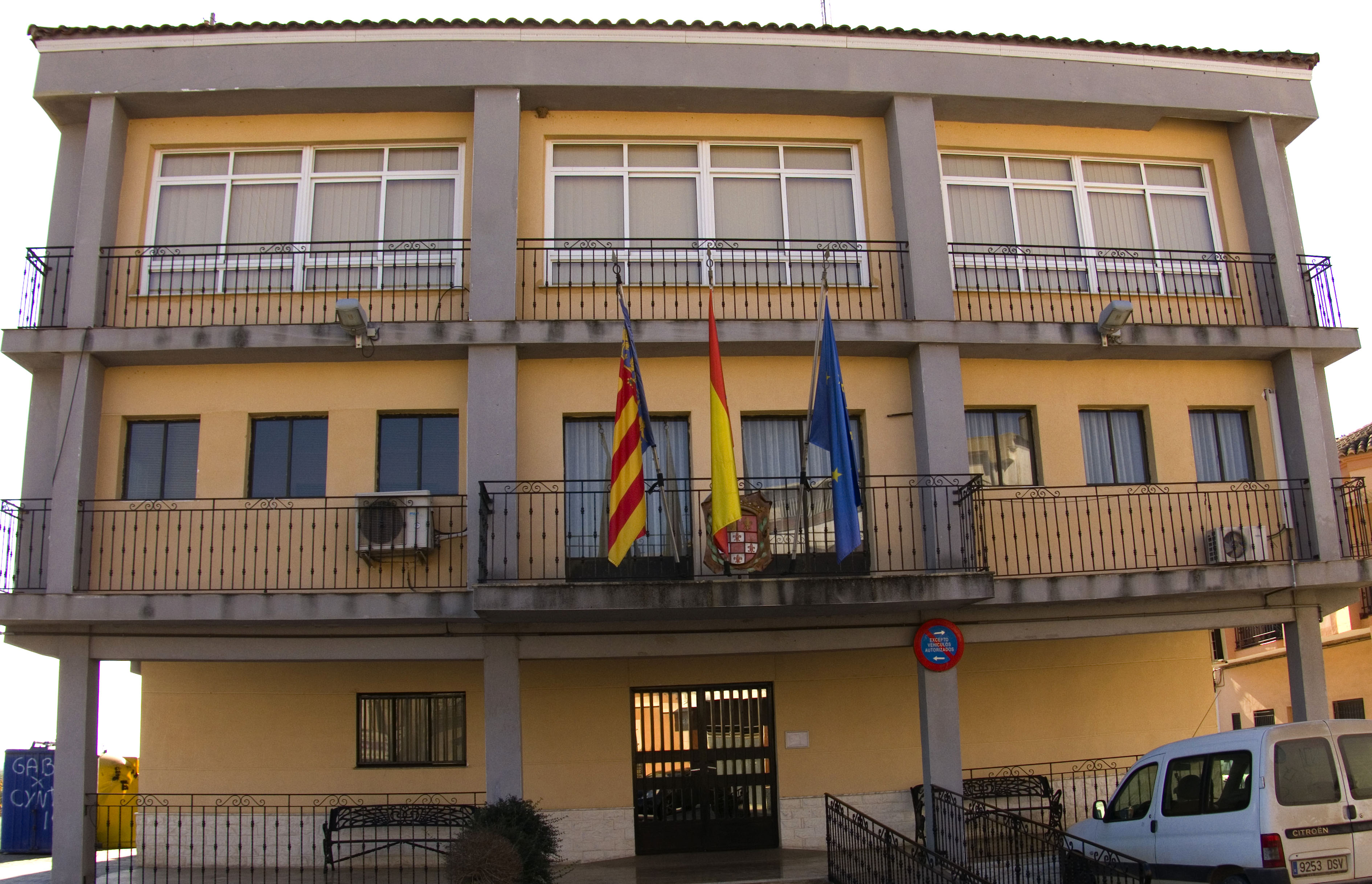
Rathaus